# Flachaemus porticola
Flachaemus porticola är en insektsart som beskrevs av Van Stalle 1988. Flachaemus porticola ingår i släktet Flachaemus och familjen kilstritar. Inga underarter finns listade i Catalogue of Life.